# Alternaria helianthicola
Alternaria helianthicola är en svampart som beskrevs av G.N. Rao & K. Rajagop. 1977. Alternaria helianthicola ingår i släktet Alternaria och familjen Pleosporaceae.   Inga underarter finns listade i Catalogue of Life.